# المجمع المغلق 1644
المجمع المغلق 1644 هو المجمع الموكول بانتخاب بابا الكنيسة الكاثوليكية الجديد بعد استقالة البابا. انعقد مجمع الكرادلة لانتخاب البابا الجديد بدءًا من
9 أغسطس 1644 وانتهى في 15 سبتمبر 1644. انتُخبَ إينوسنت العاشر ليكون البابا الجديد للكنيسة.
عُقدَ المجمع في إيطاليا .